# Bello, Tây Ban Nha
Bello là một đô thị trong tỉnh Teruel, Aragon, Tây Ban Nha. Theo điều tra dân số 2003 (INE), đô thị này có dân số là 369 người.